# Gordon McDonald
Gordon McDonald foi um futebolista canadense, campeão olímpico.
Gordon McDonald competiu nos Jogos Olímpicos de Verão de 1904 em St Louis. Ele ganhou a medalha de ouro como membro do Galt F.C., que representou o Canadá nos Jogos.